# Honkbal op de Olympische Zomerspelen 1912
Honkbal stond voor het eerst op het programma tijdens de Olympische Zomerspelen 1912 in Stockholm. Op 15 juli werd er een exhibitiewedstrijd gehouden tussen de Verenigde Staten en Zweden.
Het Amerikaanse team bestond uit leden van de Amerikaanse atletiekploeg, terwijl Zweden werd vertegenwoordigd door het team Vesterås Baseball Club, dit team was in 1910 als eerste honkbalvereniging in Zweden opgericht. Het Zweedse team werd bijgestaan door 2 Amerikanen, aangezien de Zweedse pitchers en catchers weinig ervaring hadden.
Er werden 6 innings gespeeld, waarbij de Amerikanen niet meer aan slag kwamen in de zesde inning.

## Uitslag
| Team             | 1 | 2 | 3 | 4 | 5 | 6 | R  | H  | E |
| ---------------- | - | - | - | - | - | - | -- | -- | - |
| Verenigde Staten | 4 | 1 | 0 | 0 | 8 | X | 13 | 10 | 2 |
| Zweden           | 0 | 0 | 0 | 2 | 0 | 1 | 3  | 7  | 5 |

Stockholm 1912* · 
Berlijn 1936* · 
Helsinki 1952* · 
Melbourne 1956* · 
Tokio 1964* · 
Los Angeles 1984* · 
Seoel 1988* · 
Barcelona 1992 · 
Atlanta 1996 · 
Sydney 2000 · 
Athene 2004 · 
Peking 2008 · 
Tokio 2020 · 
Los Angeles 2028 
Medaillewinnaars
* Demonstratiesport
Atletiek · Honkbal (demonstratie) · Kunstwedstrijden · Moderne vijfkamp · Paardensport · Roeien · Schermen · Schietsport · Schoonspringen · Tennis · Touwtrekken · Turnen · Voetbal · Waterpolo · Wielersport · Worstelen · Zeilen · Zwemmen